# Lebcz
Lebcz [wɛpt͡ʂ] (en casubio: Łebcz: Łebcz, en alemán: Löbsch) es un pueblo ubicado en el distrito administrativo de Gmina Puck, dentro del Condado de Puck, Voivodato de Pomerania, en Polonia del norte. Se encuentra aproximadamente a 9 kilómetros al noroeste de Puck y a 49 kilómetros al noroeste de la capital regional Gdansk.
Para detalles de la historia de la región, ve Historia de Pomerania.
El pueblo tiene una población de 1620 habitantes.